# Брандт, Борис Филиппович
Борис (Барух) Филиппович Брандт (1860—1907) — русский экономист, публицист. 

## Биография
Борис Филиппович Брандт родился в 1860 году, в бедной еврейской семье. 
Образование получил в хедере, а затем на юридическом факультете Университета Святого Владимира (ныне Киевский национальный университет имени Тараса Шевченко). 
В 1897 году поступил на службу в Министерство финансов Российской империи. 
Много писал в разных периодических изданиях и в «Энциклопедическом словаре Брокгауза и Ефрона». Заведовал в журнале «Русское экономическое обозрение» обзором иностранных периодических экономических изданий.
В 1904 году назначен членом ученого комитета минфина. 
Борис Филиппович Брандт скончался в 1907 году.